# Portret poštara Josepha Roulina
Portret poštara Josepha Roulina je serija slika nizozemskog slikara Vincenta van Gogha na kojima je portretiran njegov prijatelj, poštar Joseph Roulin iz Arlesa. Postoji šest verzija portreta, naslikanih tehnikom ulje na platnu, koje je umjetnik naslikao u razdoblju od kolovoza 1888. do travnja 1889. godine.
U svih šest slika Roulin je predstavljen u uniformi javnog službenika. Na prvom od portreta je u pozi tri četvrtine figure kako sjedi u tamnoplavoj odori sa zlatnim dugmadima na zaobljenoj stolici, okrećući se od jednostavnog stola, kao da je usred rečenice. Sliku oživljuje samo plava pozadina koja okružuje tamniji obris biljaka s licem uokvirenim bujnom bradom. Ruke mu vire iz uniforme i slobodno vise, oslikane u nijansama žute, zelene, ljubičaste, ružičaste i crvene.
U preostalih pet portreta-poprsja Roulin je prikazan više kao otac obitelji, gdje je van Gogh spojio ideju republikanskog časnika s blagim patrijarhom. Format sugerira slikarevo blisko poznavanje modela, ali čak i u ovom pristupu Roulin izgleda dostojanstveno, s punom bradom podijeljenom na dva dijela na uniformi. Na slikama naslikanima u travnju Roulin je prikazan na pozadini nalik cvjetnoj tapeti.
- 1888., 64,1 × 47,9 cm, Detroit Institute of Arts
- 1888., 65 × 54 cm, Kunstmuseumom Winterthur
- 1889., 67,5 × 56 cm, Barnes Fundacija, Philadelphia
- 1889., 64 x 54 cm, MoMA, New York
- 1889., 65 x 54 cm, 	Kröller-Müller muzej, Otterlo

## Povijest
U prvim mjesecima svog boravka u Arlesu, van Gogh je bio napustio portretno slikanje, vjerojatno zbog nedostatka modela. No, na kraju srpnja 1888., izvijestio je svog brata Thea o početku rada na portretu Josepha-Étiennea Roulina (1841. – 1903.), voditelja poštanskog ureda na autobusnoj stanici u Arlesu. Van Gogh je susreo Roulina vjerojatno u svibnju 1888. i oni su postali dobri prijatelji, te je često Roulin pozivao van Gogha na večeru. Van Gogh je gajio duboke i iskrene osjećaje za cijelu obitelj Roulin, što mu je omogućilo da vidi mnoge plemenite i korisne značajke na licima njegovih pojedinih članova, čije portrete je naslikao narednih mjeseci. No, prvo je odlučio prikazati Roulina, čije su ga karakteristike podsjetile na ruskog plemića iz Tolstojevih djela
Oko 1895. poznati sakupljač i trgovac umjetninama, Ambroise Vollard, pronašao je Josepha Roulina i njegovu ženu, te ih nagovorio da mu prodaju slike van Gogha koje krase njihovu kuću. Pristali su i tako su danas ove slike u muzejima diljem svijeta
God. 1989. jednu od posljednjih verzija slike, posredovanjem Thomasa Ammanna (Fine Art Zurich), kupio je muzej MoMA u New Yorku za 58 milijuna $, plus
razmjena djela, dospjevši na popis najskupljih slika.